# Marathon international de la Paix
 (août 2025).
Le Marathon international de la Paix de Košice (slovaque : Medzinárodný maratón mieru) ou MMM est le plus ancien marathon d'Europe (depuis 1924) et le second du monde après celui de Boston. Il est couru chaque année depuis 1924, sauf en 1938 et 1940 en raison des situations politique et militaire. Les marathons des années 1939 et de 1941 à 1944 se sont déroulés sans la participation d'un seul coureur étranger.

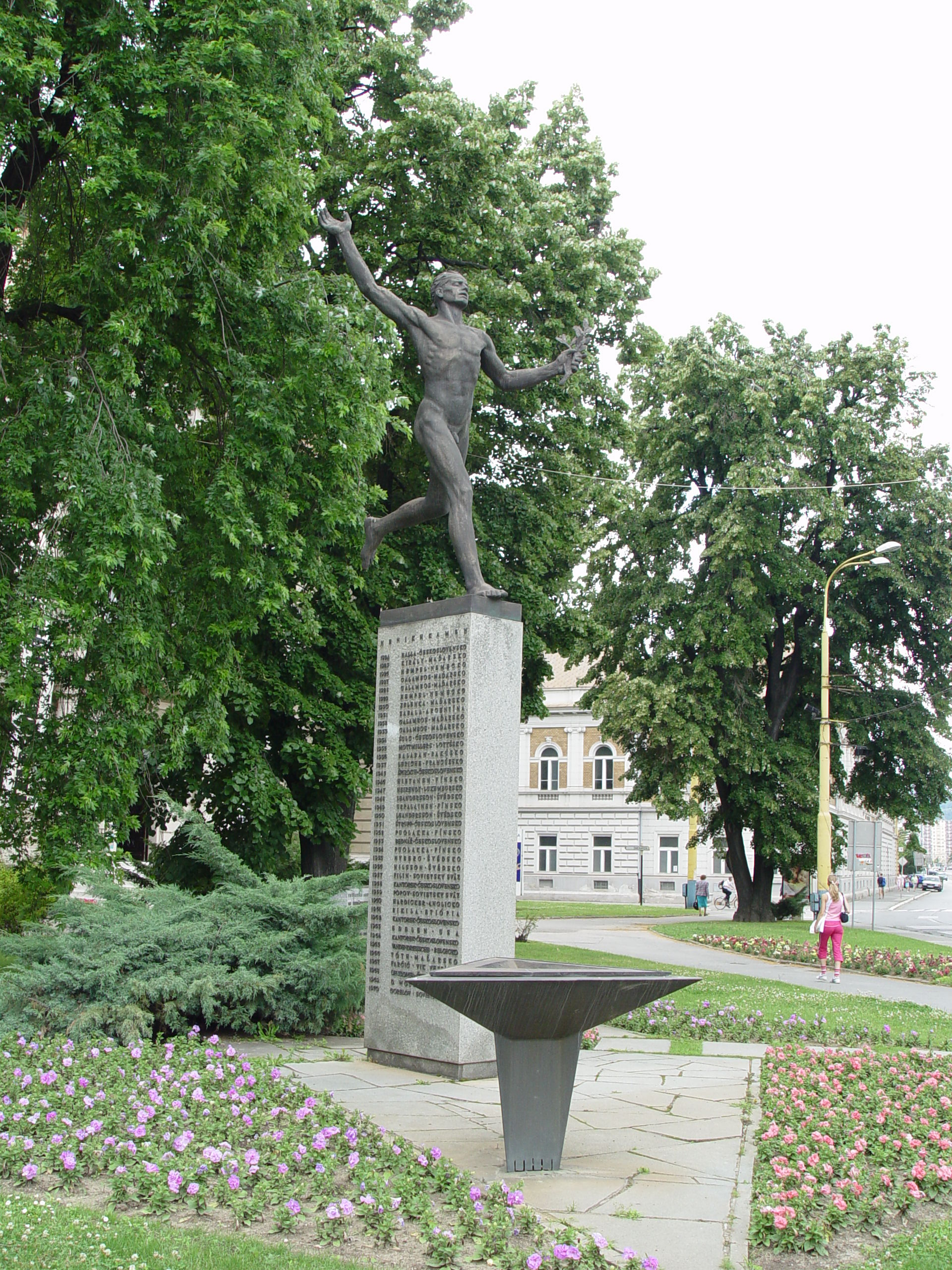
Mémorial MMM sur la place maratónu mieru à Košice

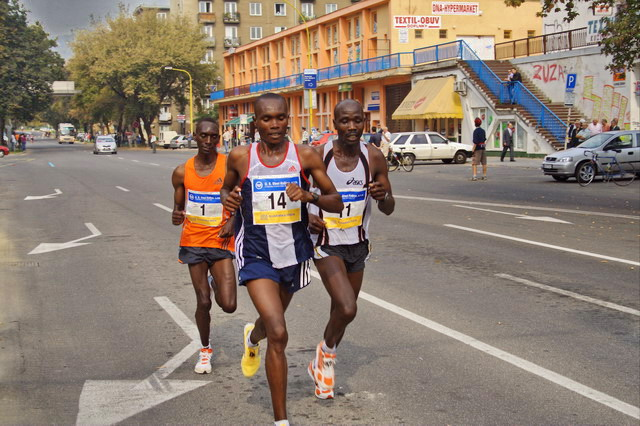
Coureurs édition 2006

## Records
- Homme 2012 - Lawrence Kimwetich Kimaiyo  Kenya 2 h 07 min 01 s[3]
- Femme 2013 - Ashete Bekere Dido  Éthiopie 2 h 27 min 44 s[3]

## Vainqueurs

### Hommes
- 1924 - Karol Halla  Tchécoslovaquie
- 1925 - Pál Király  Hongrie
- 1926 - Hans Hempel  Allemagne
- 1927 - József Galambos  Hongrie
- 1928 - József Galambos  Hongrie
- 1929 - Hans Hempel  Allemagne
- 1930 - István Zelenka  Hongrie
- 1931 - Juan Carlos Zabala  Argentine
- 1932 - József Galambos  Hongrie
- 1933 - József Galambos  Hongrie
- 1934 - Josef Šulc  Tchécoslovaquie
- 1935 - Arthur Motmillers  Lettonie
- 1936 - György Balaban  Autriche
- 1937 - Désiré Leriche  France
- 1939 - József Kiss  Hongrie
- 1941 - József Gyimesi  Hongrie
- 1942 - József Kiss  Hongrie
- 1943 - Géza Kiss  Hongrie
- 1944 - Rezső Kövári  Hongrie
- 1945 - Antonín Špiroch  Tchécoslovaquie
- 1946 - Mikko Hietanen  Finlande
- 1947 - Charles Heirendt  Luxembourg
- 1948 - Gösta Leandersson  Suède
- 1949 - Martti Urpalainen  Finlande
- 1950 - Gösta Leandersson  Suède
- 1951 - Jaroslav Śtrupp  Tchécoslovaquie
- 1952 - Erkki Puolakka  Finlande
- 1953 - Walter Bednář  Tchécoslovaquie
- 1954 - Erkki Puolakka  Finlande
- 1955 - Evert Nyberg  Suède
- 1956 - Thomas Hilt Nilsson  Suède
- 1957 - Ivan Filin  Union soviétique
- 1958 - Pavel Kantorek  Tchécoslovaquie
- 1959 - Sergey Popov  Union soviétique
- 1960 - Samuel Hardicker  Royaume-Uni
- 1961 - Abebe Bikila  Éthiopie
- 1962 - Pavel Kantorek  Tchécoslovaquie
- 1963 - Leonard Edelen  États-Unis
- 1964 - Pavel Kantorek  Tchécoslovaquie
- 1965 - Auréle Vandendrische  Belgique
- 1966 - Gyula Tóth  Hongrie
- 1967 - Nedjalko Farčić  Yougoslavie
- 1968 - Václav Chudomel  Tchécoslovaquie
- 1969 - Demisse Wolde  Éthiopie
- 1970 - Mikhail Gorelov  Union soviétique
- 1971 - Gyula Tóth  Hongrie
- 1972 - John Farrington  Australie
- 1973 - Vladimir Moyseyev  Union soviétique
- 1974 - Keith Angus  Royaume-Uni
- 1975 - Choe Chang-Sop  Corée du Nord
- 1976 - Takeshi Soh  Japon
- 1977 - Go Chun-Son  Corée du Nord
- 1978 - Go Chun-Son  Corée du Nord
- 1979 - Jouni Kortelainen  Finlande
- 1980 - Aleksey Lagushev  Union soviétique
- 1981 - Hans-Joachim Truppel  Allemagne de l'Est
- 1982 - György Sinkó  Hongrie
- 1983 - František Višnický  Tchécoslovaquie
- 1984 - Ri Dong-Myong  Corée du Nord
- 1985 - Valentin Starikov  Union soviétique
- 1986 - František Višnický  Tchécoslovaquie
- 1987 - Jörg Peter  Allemagne de l'Est
- 1988 - Michael Heilmann  Allemagne de l'Est
- 1989 - Karel David  Tchécoslovaquie
- 1990 - Nikolay Kolesnikov  Union soviétique
- 1991 - Vlastimil Bukovjan  Tchécoslovaquie
- 1992 - Wieslaw Palczyński  Pologne
- 1993 - Wieslaw Palczyński  Pologne
- 1994 - Petr Pipa  Slovaquie
- 1995 - Marnix Goegebeur  Belgique
- 1996 - Marnix Goegebeur  Belgique
- 1997 - My Tahar Echchadli  Maroc
- 1998 - Andrzej Krzyscin  Pologne
- 1999 - Róbert Štefko  Slovaquie
- 2000 - Ernest Kipyego  Kenya
- 2001 - David Kariuki  Kenya
- 2002 - David Kariuki  Kenya
- 2003 - Georgy Andreyev  Russie
- 2004 - Adam Dobrzynski  Pologne
- 2005 - David Maiyo  Kenya
- 2006 - Edwin Kipchom  Kenya
- 2007 - William Biama  Kenya
- 2008 - Dejene Yirdawe  Éthiopie
- 2009 - Jacob Kipkorir Chesire  Kenya
- 2010 - Gilbert Kiptoo Chepkwony  Kenya
- 2011 - Elijah Kiprono Kemboi  Kenya
- 2012 - Lawrence Kimwetich Kimaiyo  Kenya[4]
- 2013 - Patrick Kiptanui Korir  Kenya
- 2014 - Gilbert Kiptoo Chepkwony  Kenya
- 2015 - Samuel Kiplimo Kosgei  Kenya

### Femmes
Les femmes participent au marathon depuis 1980.
- 1980 - Šárka Balcarová  Tchécoslovaquie
- 1981 - Christa Vahlensieck  Allemagne de l'Ouest
- 1982 - Gillian Burley  Royaume-Uni
- 1983 - Raisa Sadreydinova  Union soviétique
- 1984 - Christa Vahlensieck  Allemagne de l'Ouest
- 1985 - Lucia Beľajevová  Union soviétique
- 1986 - Christa Vahlensieck  Allemagne de l'Ouest
- 1987 - Christa Vahlensieck  Allemagne de l'Ouest
- 1988 - Christa Vahlensieck  Allemagne de l'Ouest
- 1989 - Alena Peterková  Tchécoslovaquie
- 1990 - Carol McLatchie  États-Unis
- 1991 - Mária Starovská  Tchécoslovaquie
- 1992 - Dana Hajná  Tchécoslovaquie
- 1993 - Jelana Plastininová  Ukraine
- 1994 - Ľudmila Melicherová  Slovaquie
- 1995 - Gouzel Tazetdinová  Russie
- 1996 - Gouzel Tazetdinová  Russie
- 1997 - Wioletta Urygová  Pologne
- 1998 - Wioletta Urygová  Pologne
- 1999 - Katarína Jedináková  Slovaquie
- 2000 - Ivana Martincová  Tchéquie
- 2001 - Galina Žuljevova  Ukraine
- 2002 - Tadelech Birra  Éthiopie
- 2003 - Jelena Mazovka  Biélorussie
- 2004 - Rika Tabashi  Japon
- 2005 - Edyta Lewandowska  Pologne
- 2006 - Natália Kuleš  Biélorussie
- 2007 - Natália Kuleš  Biélorussie
- 2008 - Selina Chelimo  Kenya
- 2009 - Olena Burkovska  Ukraine
- 2010 - Alemu Almaz Balcha  Éthiopie
- 2011 - Maryna Damantsevich  Biélorussie
- 2012 - Hellen Mugo  Kenya[4]
- 2013 - Ashete Bekere Dido  Éthiopie
- 2014 - Lydia Jerotich Rutto  Kenya
- 2015 - Mulu Diro Melka  Éthiopie